# Doc Martin
Doc Martin er et engelsk tv-komediedrama (serie) med den engelske skuespiller, Martin Clunes, i titelrollen som praktiserende læge.
Serien foregår i det fiktive fiskerleje Portwenn.
Optagelserne er optaget i landsbyen Port Isaac, som er beliggende i England, på Cornwalls nordkyst.
Serien er blevet vist på TV2 Charlie.

## Ekstern henvisning
- Doc Martin – officiel hjemmeside (engelsk) Arkiveret 21. januar 2013 hos  Wayback Machine

| Fjernsyn | Spire Denne artikel om et tv-program er en spire som bør udbygges. Du er velkommen til at hjælpe Wikipedia ved at udvide den. |